# Schizostachyum cornutum
Schizostachyum cornutum är en gräsart som beskrevs av Elizabeth A. Widjaja. Schizostachyum cornutum ingår i släktet Schizostachyum och familjen gräs. Inga underarter finns listade i Catalogue of Life.